# Hov-hov
Hov-hov var en dansk tv-revy, der blev sendt på Danmarks Radio fra 1968-70. 
Blandt de medvirkende var blandt andre Birgit Zinn, Buster Larsen, Karl Stegger, Kirsten Walther og Ulf Pilgaard. Blandt forfatterne var Benny Andersen, Johannes Møllehave, Knud Poulsen, Lise Sørensen og Paul Hammerich. 
Udsendelserne huskes bedst for deres tilbagevendende sketches med Buster Larsen, som dels altid skældte ud på sin kone Magda (som man aldrig så ansigtet af), og dels altid sluttede af med i raseri at kalde Danmark for et "Lorteland!".